# 컴퓨터용 사인펜
컴퓨터용 사인펜은 컴퓨터로 처리하는 문서(시험지, 답안지 등)에 마킹을 할 때 쓰는 펜을 말한다. 보통 시험 답안을 표기하고 채점하는 과정에서 널리 쓰인다.

## 원리
일반 사인펜과 비교했을 때 컴퓨터용 사인펜은 컴퓨터가 더 잘 처리할 수 있는데, 이는 일반 사인펜은 여러 가지 색이 혼합된 잉크를 사용하지만, 컴퓨터용 사인펜은 탄소로만 만들어진 순수한 검은 잉크가 들어있어 빛을 더 잘 흡수하기 때문이다. 따라서 컴퓨터용 사인펜으로 표기한 부분은 문서의 다른 부분과 높은 명암 차이가 나타나게 되어 컴퓨터가 처리할 수 있다.

## 같이 보기
- 광학 마크 인식 (OMR)